# Cymothoe colmanti
Cymothoe colmanti är en fjärilsart som beskrevs av Aurivillius 1898. Cymothoe colmanti ingår i släktet Cymothoe och familjen praktfjärilar. Inga underarter finns listade i Catalogue of Life.